# Лузька сільська рада
| Лузька сільська рада — колишній орган місцевого самоврядування у Чечельницькому районі Вінницької області з адміністративним центром у с. Луги. Сільській раді підпорядковані населені пункти: - с. Луги |

## Склад ради
Рада складалася з 14 депутатів та голови.

## Керівний склад сільської ради
| ПІБ                      | Основні відомості                                                                   | Дата обрання | Дата звільнення |
| ------------------------ | ----------------------------------------------------------------------------------- | ------------ | --------------- |
| Голоднюк Василь Іванович | Сільський голова , 1949 року народження, освіта, член Соціалістичної партії України | 26.03.2006   | 31.10.2010      |
| Голоднюк Василь Іванович | Сільський голова , 1949 року народження, освіта вища                                | 31.10.2010   |                 |

Примітка: таблиця складена за даними джерела